# Cho Jung-hyun
Cho Jung-hyun (koreanisch 조정현; * 12. November 1969; † 10. Juli 2022) war ein südkoreanischer Fußballspieler.

## Karriere
Cho Jung-hyun spielte von 1992 bis 1998 für den Yukong Elephants FC, welcher 1997 zu Bucheon SK umbenannt wurde. Anschließend folgten Stationen bei Shenzhen Ping’an Insurance, den Jeonnam Dragons sowie den Pohang Steelers.
Bei den Olympischen Sommerspielen 1992 gehörte Cho zum Aufgebot der südkoreanischen Auswahl, mit der er den 11. Platz belegte. Für die südkoreanische Nationalmannschaft absolvierte er zwischen 1992 und 1996 insgesamt vier Länderspiele.